# گریازی
شهر گریازی (به روسی: Грязи) در کشور روسیه و در اوبلاست لیپتسک واقع شده‌است.